# Pasi Aikio
Pasi Taipo Aikio, född 27 maj 1971, är en finsk travtränare och travkusk. Han är ansvarig tränare för Menhammar stuteri sedan Stefan Hultman blev sjukskriven 2015. Dessförinnan hade han varit försteman under Hultman. Sedan årsskiftet 2021/22 delar han huvudtränaransvaret för Menhammar tillsammans med Lisa Skogh.
Han har tränat fram flera framgångsrika travhästar, bland andra Who's Who, Uppohoppa och Alone.
Han är den lärling som vunnit Travrondens Guldklocka flest gånger. Han vann loppet 1998, 2001 och 2003.

## Segrar i större lopp

### Grupp 1-lopp
| År   | Lopp                   | Häst      | Kusk            |
| ---- | ---------------------- | --------- | --------------- |
| 2018 | Svenskt Travderby      | Who's Who | Örjan Kihlström |
| 2019 | Jubileumspokalen       | Who's Who | Örjan Kihlström |
| 2021 | Norrbottens Stora Pris | Who's Who | Örjan Kihlström |
| 2021 | Hugo Åbergs Memorial   | Who's Who | Örjan Kihlström |
| 2022 | Paralympiatravet       | Who's Who | Örjan Kihlström |

### Grupp 2-lopp
| År   | Lopp             | Häst      | Kusk            |
| ---- | ---------------- | --------- | --------------- |
| 2020 | Malmö Stads Pris | Who's Who | Örjan Kihlström |

### Övriga
| År   | Lopp                  | Häst      | Kusk             |
| ---- | --------------------- | --------- | ---------------- |
| 2017 | Klass II-final, maj   | Uppohoppa | Örjan Kihlström  |
| 2018 | Klass II-final, april | Who's Who | Torbjörn Jansson |